# Kao
Kao (яп. 花王株式会社 Као: кабусики-гайся) — японская химическая и косметическая компания. Центральный офис расположен в районе Тюо.

## История
Кустарная фабрика по производству мыла была создана Томиро Нагасэ в 1887 году.
До 1940 года она носила название Nihon Yuki (яп. 日本有機株式会社 нихон ю:ки кабусики-гайся), затем Kao Sekken (яп. 花王石鹸株式会社 као: сэккэн кабусики-гайся, «Мыло Као»), а с 1985 года — просто Kao. В 1960-х и 1970-х годах компания вышла на тайваньский и Юго-Восточный Азиатский рынок. В тот же период началось производство хозяйственных товаров, средств для стирки белья, чистящих средств и др.
В 1980-х годах наиболее популярными товарами компании были подгузники, моющее средство «Attack», крем по уходу за кожей, были запущены линии косметики Curel (1986) и «Sofina». Совместно с немецкой Beiersdorf Kao начала маркетинг торговой марки Nivea в Японии. В 1988 году она приобрела компанию Andrew Jergens, а 1989 — Goldwell AG. В продаже появились дискеты от Kao.
В 1990-х и 2000-х годах Kao продолжила расширение в Китай и Вьетнам, начала выпуск продовольственных товаров (Econa) и напитков (Healthya). Были полностью выкуплены торговые марки John Frieda (2002), Molton Brown (2005), Kanebo Cosmetics (2006). В сентябре 2009 года подсолнечное масло Econa было снято с продажи после обнаружения в нём канцерогенных свойств.

## Подразделения

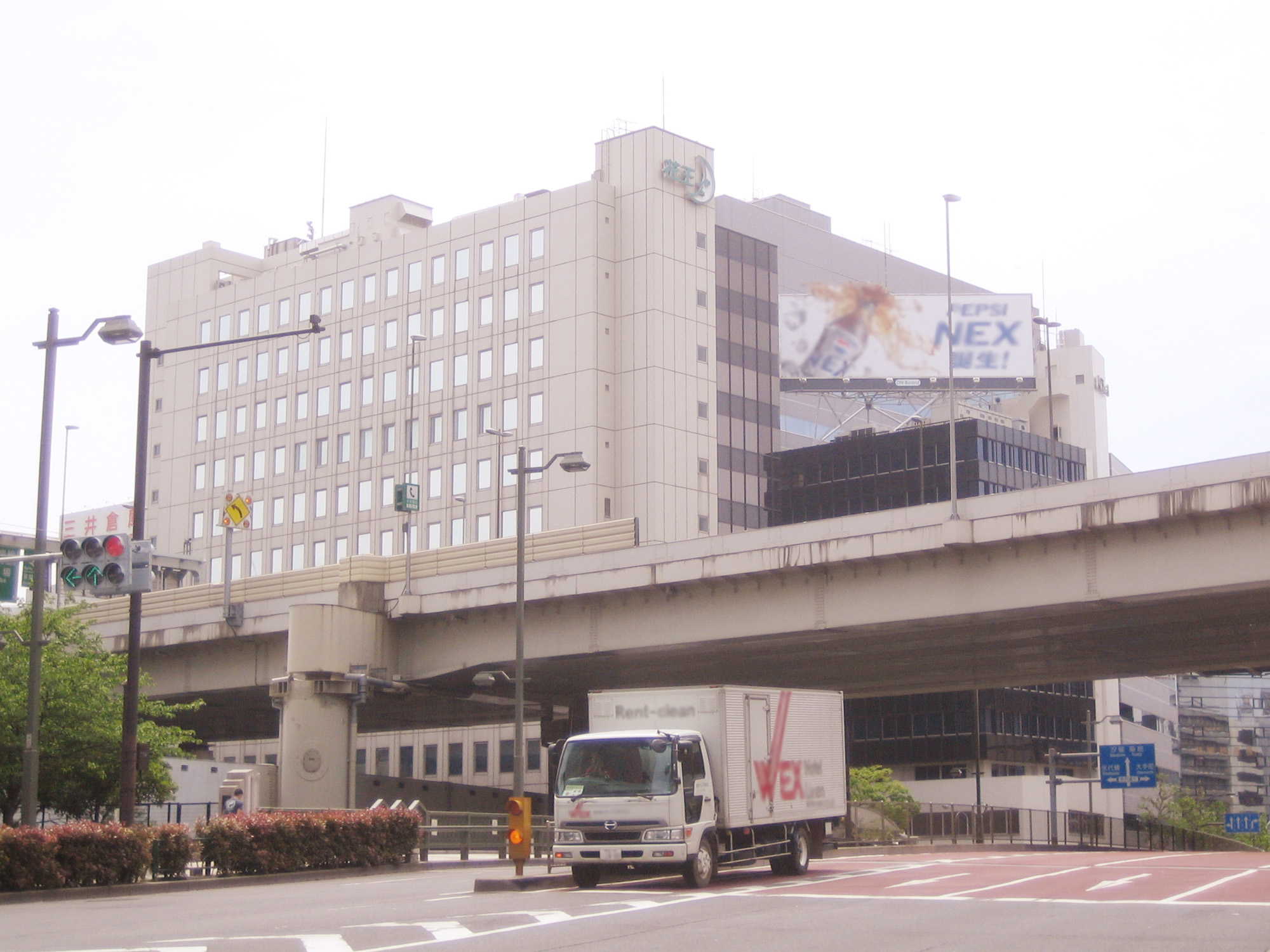
Офис Kao в районе Тюо.

- Kao Customer Marketing Co., Ltd.[яп.]
- Kao Merchandising Service[яп.]
- Nivea-Kao Co, Ltd. (ニベア花王)
- Quaker (花王クエーカー)
- Kao Shouji (花王商事)
- Kaou Infonet Work (花王インフォネットワーク)
- Kao Shisutemu Butsuryuu (花王システム物流)
- Niko Seishi (ニコー製紙)
- Professional Services[яп.]
- Kanebo Cosmetics[яп.]